# If I could only remember my name
If I Could Only Remember Ny Name is het eerste soloalbum van de Amerikaanse zanger David Crosby. Atlantic Records bracht het uit in februari 1971, een periode waarin zijn groep Crosby, Stills, Nash & Young na een lange tournee een pauze inlaste. Elk groepslid nam in 1970/1971 een soloalbum op: Crosby met If I could only remember my name, Neil Young met After the gold rush, Graham Nash met Songs for beginners en Stephen Stills met Stephen Stills. Op het album van Crosby spelen ook Nash en Young bij enkele liedjes mee.
Crosby bereikte met If I Could Only Remember My Name de twaalfde plaats in de Amerikaanse hitlijst Billboard 200.

## Liedjes
1. "Music is love" - 3:16
2. "Cowboy movie" - 8:02
3. "Tamalpais high (At about 3)" – 3:29
4. "Laughing" - 5:20
5. "What are their names" - 4:09
6. "Traction in the Rain" - 3:40
7. "Song with no words (Three with no leaves)" - 5:53
8. "Orleans" - 1:56
9. "I'd swear there was somebody here" - 1:19

## Musici
- David Crosby - gitaar, zang
- Laura Allan - autoharp, zang
- Jack Casady - basgitaar
- David Freiberg - zang
- Jerry Garcia - gitaar, steel-gitaar, zang
- Mickey Hart - drums
- Paul Kantner - zang
- Bill Kreutzmann - drums, tamboerijn

- Phil Lesh - basgitaar, zang
- Joni Mitchell - zang
- Graham Nash - gitaar, zang
- Gregg Rolie - piano
- Michael Shrieve - drums
- Grace Slick - zang
- Neil Young - gitaar, basgitaar, vibrafoon, conga's, zang